# ペインティングナイフ

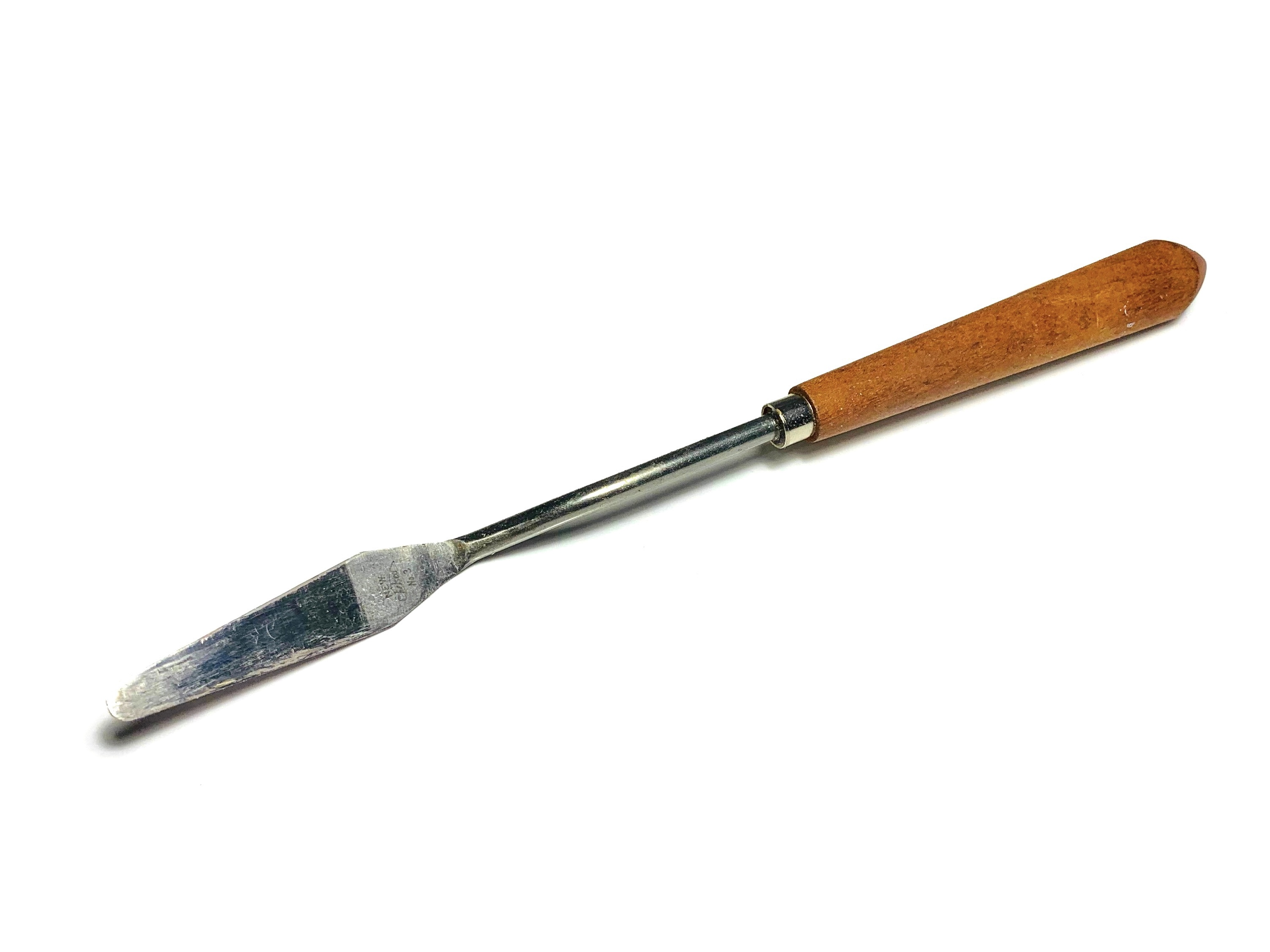
ペインティングナイフ

ペインティングナイフ（英語: painting knife）は、油絵を描く際に主として絵具を画面に盛上げるのに用いられる薄い鋼鉄製のパレットナイフの一種。

## 用法

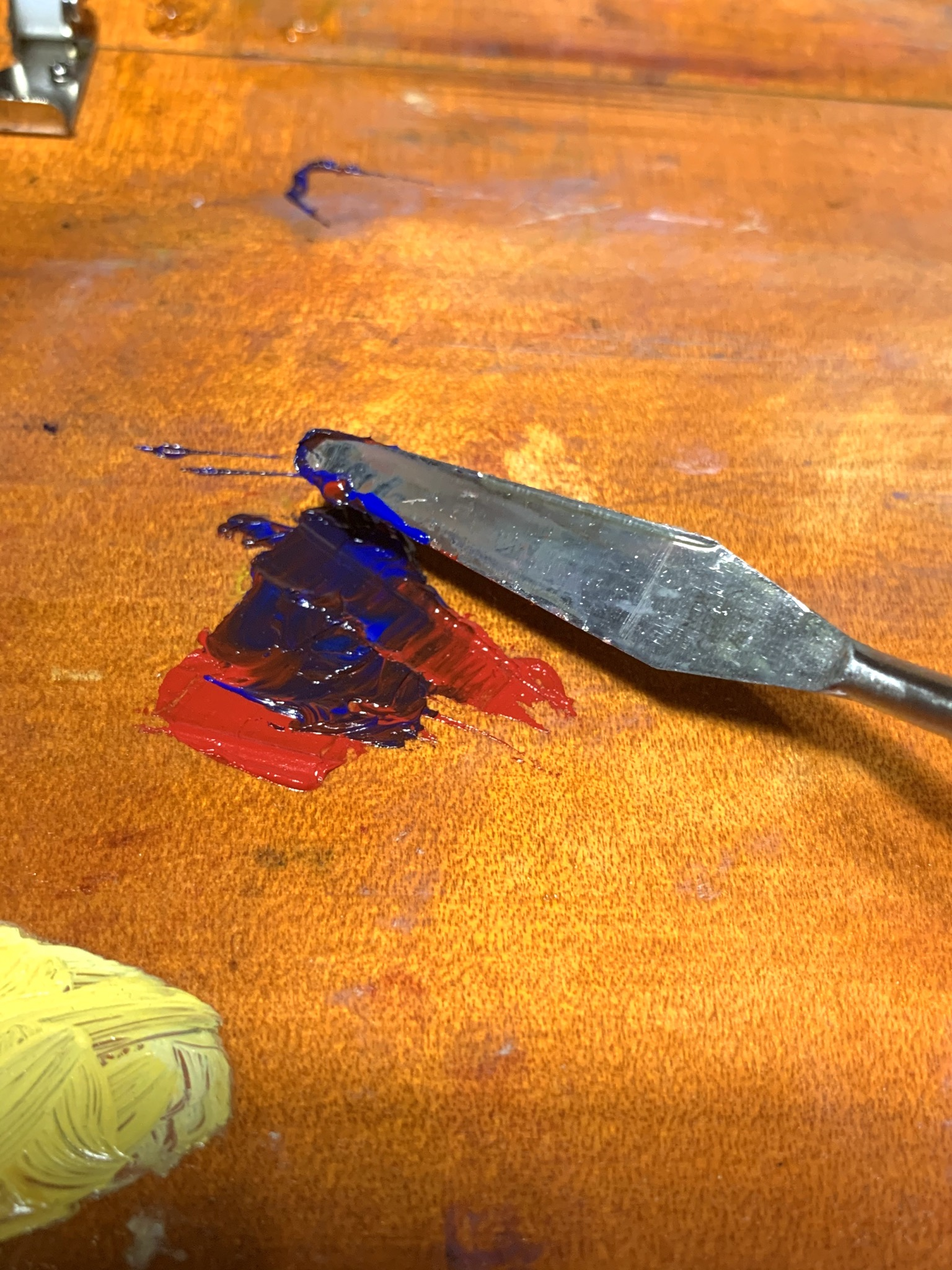
ペインティングナイフの用法（絵具の混色）

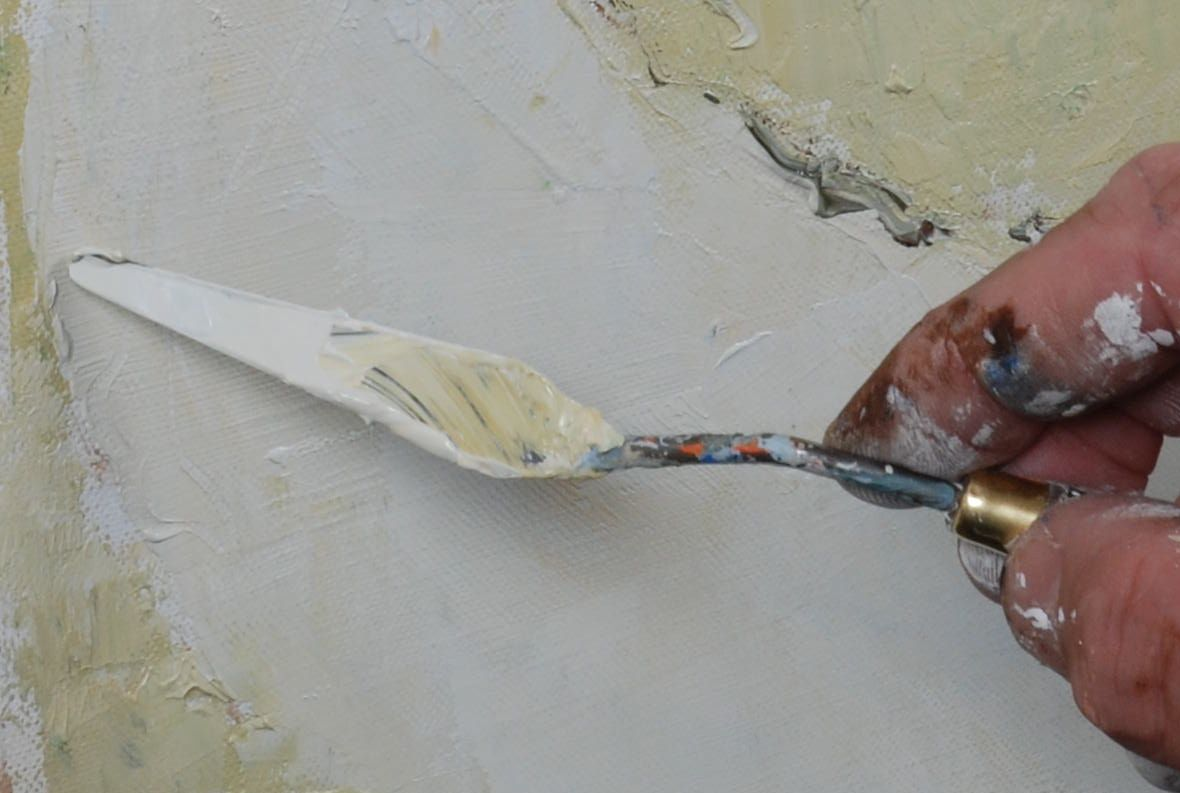
ペインティングナイフの用法（描画）

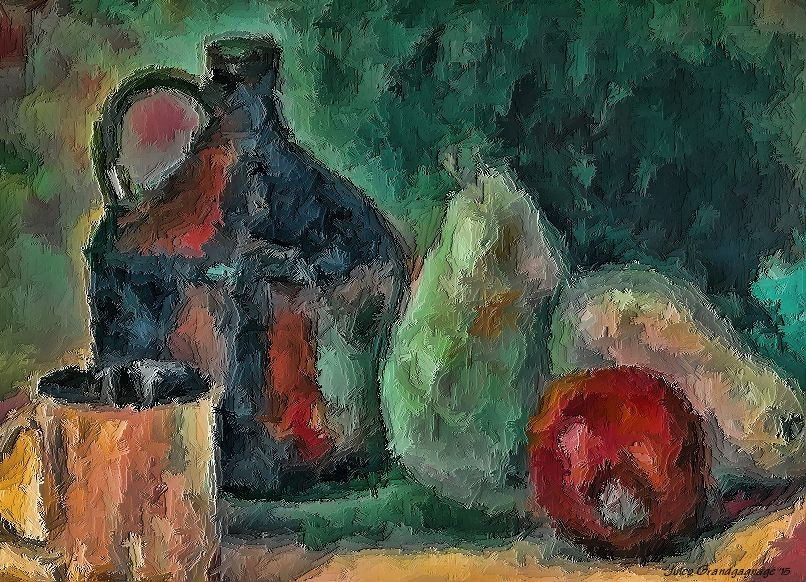
ペインティングナイフを用いた絵画表現の例

絵画表現としては、油絵具の盛り上げや平滑な塗り込み、画面上の絵具の馴らしや掻き取りなど、筆とは異なる力強く硬質な塗り表現に用いる。パレット上に出した絵具をナイフの刃の底面ですくい取り、そのまま画面に押し当ててスライドさせることで塗り描くことが出来る。その際、押しつける強さやスライドさせるストロークと向きにより、絵具に残る刃跡に様々な表情を生み出せる。また、既に画面上に塗られた絵具をすくい取って表現効果を生み出すことも出来る。さらに、絵画表現以外にもパレット上の絵具同士を混色する際や、パレットの掃除の際などにも利用する場合がある。

## 歴史
油絵でペインティングナイフが一般的に使われるようになったのは、近代に入ってからである。先駆はろう焼付け画法にみられ、19世紀頃より油絵の画法の一つとして普及した。19世紀のフランスの画家、ギュスターヴ・クールベはこれを巧みに用いたことで知られる。